# Luigi Bodrato
Luigi Bodrato (Genova, ... – ...; fl. XX secolo) è stato un calciatore italiano, di ruolo centrocampista.

## Carriera
Con la Sampierdarenese disputa complessivamente in massima serie 4 gare nella stagione 1923-1924 e nella stagione 1926-1927.
Nel 1927 passa alla Lazio e gioca per due anni in Divisione Nazionale per un totale di 35 presenze. Terminata l'esperienza con i capitolini, torna in Liguria con le maglie di Fratellanza Sestrese, FBC Liguria e di nuovo Sampierdarenese.

## Palmarès
- Campionato italiano di Serie B: 1

Sampierdarenese: 1933-1934